# اکمیه نقره‌ای
اکمیه نقره‌ای (نام علمی: Aechmea dealbata) نام یک گونه از سرده اکمیه است.